# Казакевич, Александр (борец)
Александр Казакевич (лит. Aleksandr Kazakevič; 6 июня 1986 года в Вильнюсе, Литовская ССР) — литовский борец греко-римского стиля, бронзовый призёр Олимпийских игр 2012 года в категории до 74 кг.

## Биография
Казакевич учится в Литовском педагогическом университете. Борьбой занимается с 1998 года, первый тренер — Ремигиюс Густас. Тренируется в Литовском олимпийском центре под руководством Григория Казовского и Руслана Вартанова. Участвовал в Олимпийских играх 2008 года.

## Награды
- Офицерский крест ордена «За заслуги перед Литвой» (8 августа 2012 года)[1].